# Taichi Hara
Taichi Hara (原 大智 Hara Taichi?, Tokio, 5 de mayo de 1999) es un futbolista japonés que juega como delantero en el Kyoto Sanga F. C. de la J1 League.

## Trayectoria

### Clubes
| Club                    | País    | Año       |
| ----------------------- | ------- | --------- |
| F. C. Tokyo             | Japón   | 2017-2021 |
| N. K. Istra 1961        | Croacia | 2021      |
| Deportivo Alavés        | España  | 2021-2023 |
| Sint-Truidense (cedido) | Bélgica | 2021-2022 |
| Sint-Truidense (cedido) | Bélgica | 2023      |
| Kyoto Sanga F. C.       | Japón   | 2023-     |

## Palmarés

### Títulos nacionales
| Título         | Club        | País  | Año  |
| -------------- | ----------- | ----- | ---- |
| Copa J. League | F. C. Tokyo | Japón | 2020 |

### Títulos internacionales
| Título                                | Equipo             | Sede          | Año  |
| ------------------------------------- | ------------------ | ------------- | ---- |
| Campeonato de Fútbol de Asia Oriental | Selección de Japón | Corea del Sur | 2025 |